# Aracataca
Aracataca község Kolumbia északi részén Magdalena megyében. Nevét az tette világszerte ismertté, hogy itt született az Irodalmi Nobel-díjjal kitüntetett Gabriel García Márquez valamint Leo Matiz Espinoza fényképész és karikaturista.

## Története
Aracatacát 1885-ben alapították. 1915-ben közigazgatásilag különvált Pueblo Viejótól és városi rangra emelkedett.
Területén a spanyol konkvisztádorok megjelenése előtt karib indiánok éltek. A település neve is indián eredetű: az „ara” jelentése törzsfőnök, a közelben lévő folyót pedig úgy hívták, hogy „cataca”, ami azt jelenti, hogy „a víz, ami a vízbe megy”. A spanyol hódítást követően ez a terület 1797-től La Santísima Trinidad de Aracataca néven koronagyarmat volt. A falu első állandó lakosai volt rabszolgák lehettek az 1851-es rabszolga-felszabadítás után. Az ezt követő számos polgárháború során, amelyekben a liberálisok és a konzervatívok harcoltak egymás ellen, sok esetben a vesztes csapatok tagjai a környező hegyekbe menekültek. Giacomino Costa Colón helybéli olasz származású földbirtokos birtokának egy részét 1857-ben felparcellázta és szétosztotta ezek között az emberek között, hogy beindítsa a dohány- és kakaótermesztést és a fakitermelést. 1870-re Aracatacának már 292 fős, társadalmi helyzetét tekintve homogén, ám nagyon eltérő kulturális háttérrel rendelkező lakossága volt. Érkeztek német, francia, holland és angol telepesek is, akik szintén kakaó- és dohányültetvényeket hoztak létre, mivel mindkét termék iránt nagy volt a kereslet a világpiacon.
A 19. század utolsó évtizedeiben egy francia társaság vette át a vezető szerepet és ekkor jött létre Theobromine-vidék néven az a mezőgazdasági központ, amely a kakaófa termésének a hasznosítására szakosodott. A vidékről készült első fényképeket is francia bevándorlók készítették.
1894-ben bevezették a távírót. Az eredeti berendezést 1924-ben Gabriel Eligio García  közreműködésével felújították, ma műemlék.
1887-ben kezdték el építeni azt a vasútvonalat, amelynek az volt a célja, hogy összeköttetést biztosítson Santa Marta tengeri kikötője és a Magdalena-folyó között. Ez a vasútvonal 1908-ban érte el Aracatacát. A vasútnak köszönhetően az ezt követő években ugrásszerűen megnőtt a betelepedők száma és Aracataca kozmopolita várossá vált.
Az 1890-es évek elején Minor Cooper Keith, a United Fruit Company alapítója Magdalena megyébe érkezett, hogy banántermesztésre földeket vásároljon. A társaság korábban már monopolizálta a gyümölcstermesztést és -kereskedelemet a Karib-térség államaiban, többek között Hondurasban, Guatemalában és Costa Ricában. Működése nagy mértékben meghatározta a vidék további fejlődését. Az ültetvényeken uralkodó kegyetlen munkaviszonyok vezettek el végül 1928-ban Kolumbia első nagy sztrájkjához, amelyben a munkások hatnapos munkahetet és napi nyolcórás munkaidőt követeltek. A sztrájkolók egy időre megbénították a Santa Marta és Aracataca közötti vasúti forgalmat és megszállták a társaság egyes épületeit is. A konfliktus megoldását nagy mértékben nehezítette a kormány ellentmondásos fellépése és a hírek tudatos torzítása. A sztrájkot végül fegyveres erővel vérbe fojtották, amit a United Fruit évtizedeken át nem ismert be, a tömeggyilkosság áldozatainak a száma még ma is vita tárgyát képezi. A banánmunkások lemészárlásról Gabriel García Márquez is ír Száz év magány című regényében.
2006-ban Pedro Sánchez Rueda polgármester kezdeményezte, hogy a település neve legyen Macondo. Ezzel szerette volna a szegénységbe süllyedt és csőd szélén álló Aracataca gazdaságát fellendíteni és a turistákat odavonzani. Az erre kiírt népszavazás azonban érvénytelenül zárult az alacsony részvételi arány miatt, így a javaslat nem lépett életbe.

## Földrajz
Felszíne két jól elkülönülő részre osztható: nyugaton meleg éghajlatú síkság, közelében a Ciénaga Grande de Santa Marta mocsárral, keleten pedig az 5700 méter fölé nyúló Sierra Nevada de Santa Marta.

## Vízrajz
A község Magdalena megye második vízgyűjtő területének a közepén terül el. Ennek fő meghatározó eleme a Ciénaga Grande de Santa Marta mocsár, ide torkollanak a környék bővizű folyói, vízmosásai és szurdokai. A város vízellátását és a környék öntözését az Aracataca folyó biztosítja , amelyet a Mamancanaca, a Piedras és több kisebb folyó vize táplál.

## Közigazgatás
Aracataca saját önkormányzattal rendelkező közigazgatási egység, spanyolul municipio Magdalena megyében.
Közigazgatási alegységei:
- Corregimientók: Buenos Aires, Cauca, , Cerro Azul, La Fuente, Macaraquilla,  Rio de Piedra
- Veredák: Bocatoma, El Porvenir, El Torito, El Volante, La Escondida, La Ribiera, Marimonda, Theobromina
- A város kerületei (barrios): La Esperanza, La Esmeralda, Zacapita, 2 de Febrero, 20 de Julio, Ayacucho, Nariño, Loma Fresca, 7 de Agosto, El Carmen, Cataquita, Macondo, El Suiche, El Pradito, 11 de Noviembre, 7 de Abril, Ciudadela Macondo, San José, Base, Marujita, Las Delicias, Centro, Boston, El Porvenir, 1 de Mayo, Galán, San Martín, Bello Horizonte, Raíces, Macondo, Villa del Río I y II., Urbanización Gabriel García Márquez (Nuevo Barrio)

## Gazdaság
Aracataca mezőgazdasági vidék, fő termékei: olajpálma, rizs, gyapot, cukornád, bab, főzőbanán és más banánfajták, manióka, paradicsom. Számos haszonállatot is tenyésztenek, többek között szarvasmarhát, lóféléket, öszvért, szamarat, háziszárnyasféléket, kecskét, sertést. A bevételek egy része a kiskereskedelemből adódik, az üzletek és elárusító standok java része a Santa Martába vezető autóút mellett található. Ipara nem jelentős, a helyben termelt mezőgazdasági termékek feldolgozására korlátozódik.

## Idegenforgalom

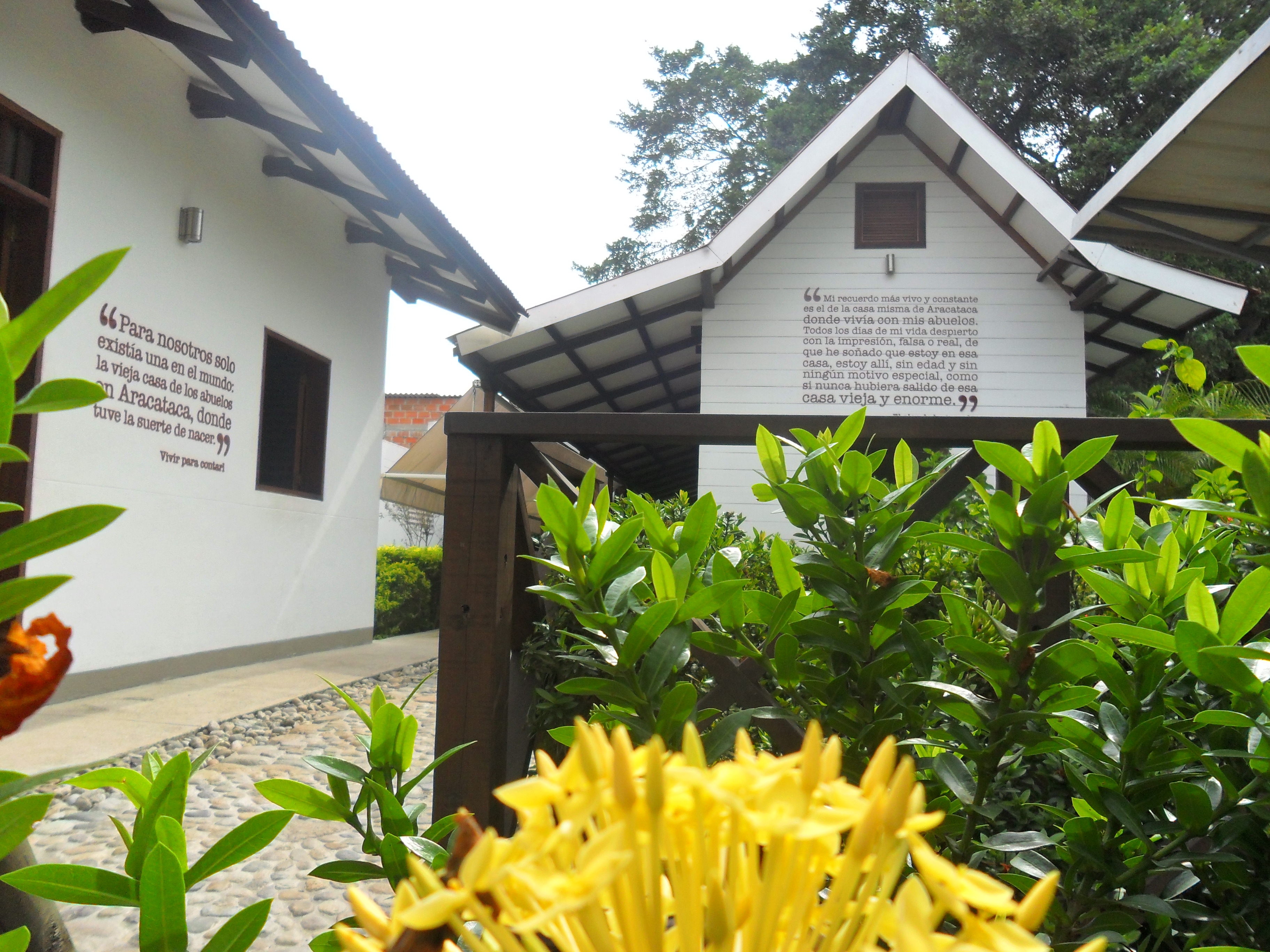
Gabriel García Márquez szülőháza

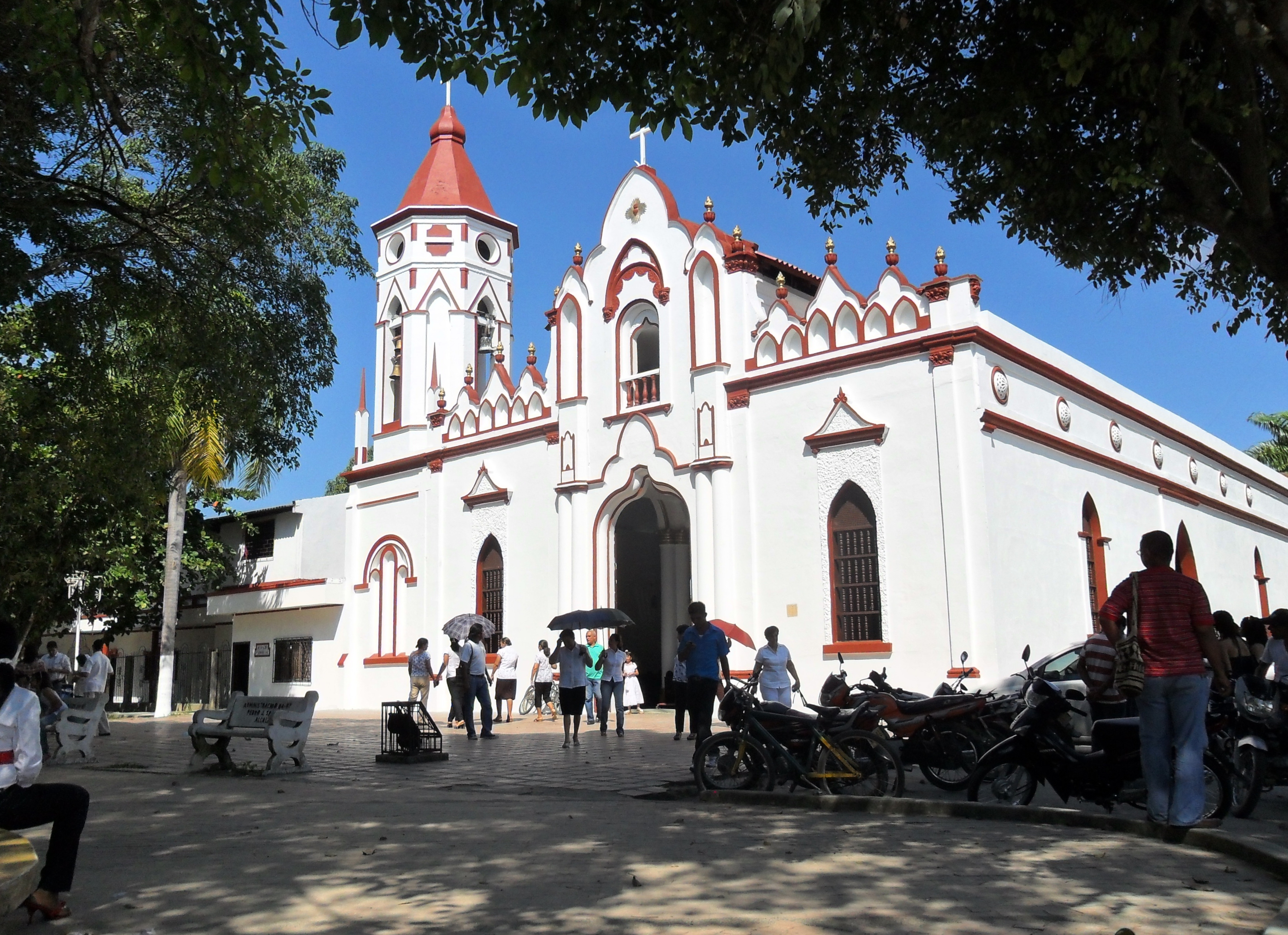
A San José de Aracataca templom, ahol Gabriel García Márquezt megkeresztelték

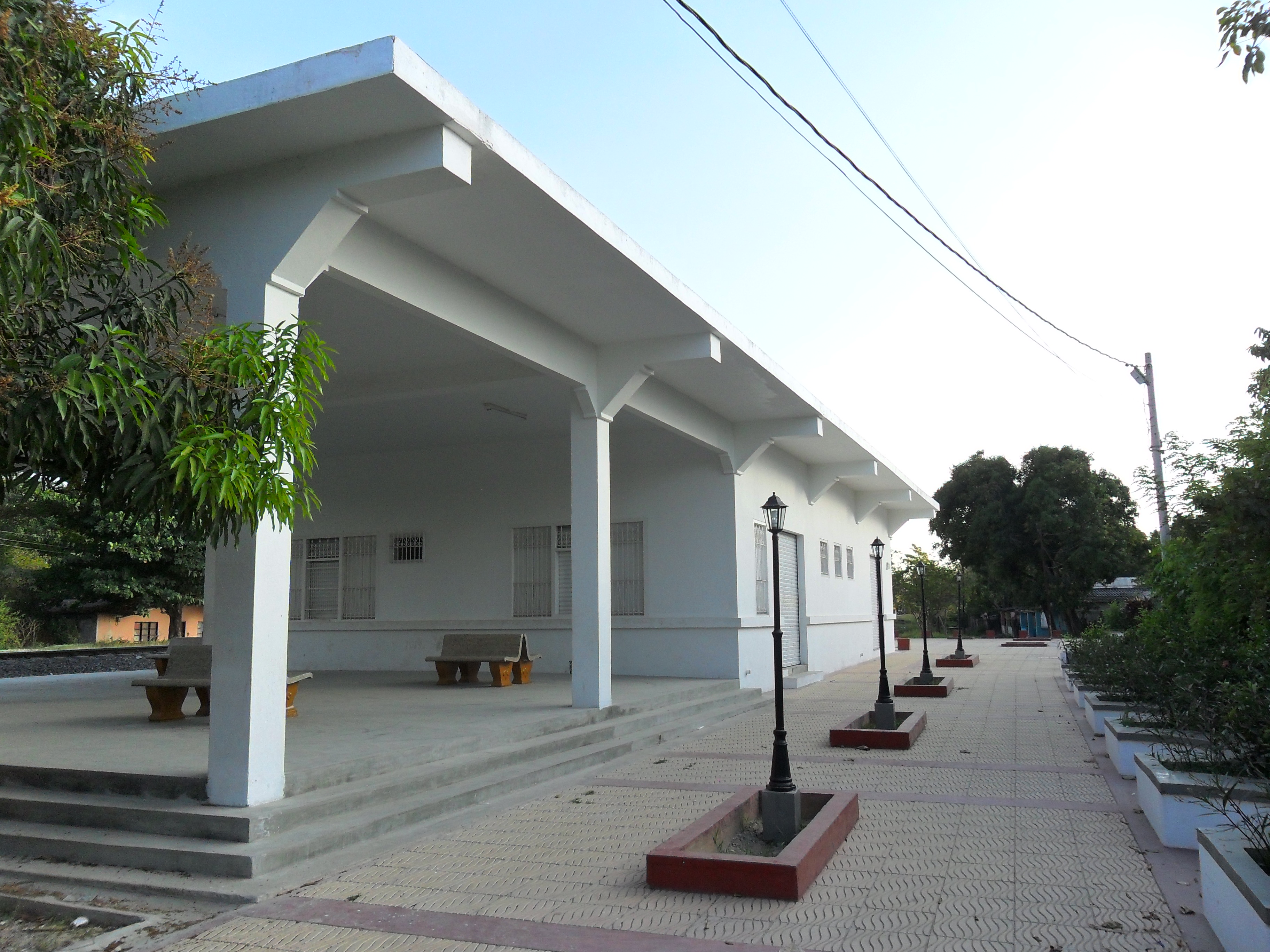
Aracataca vasútállomása

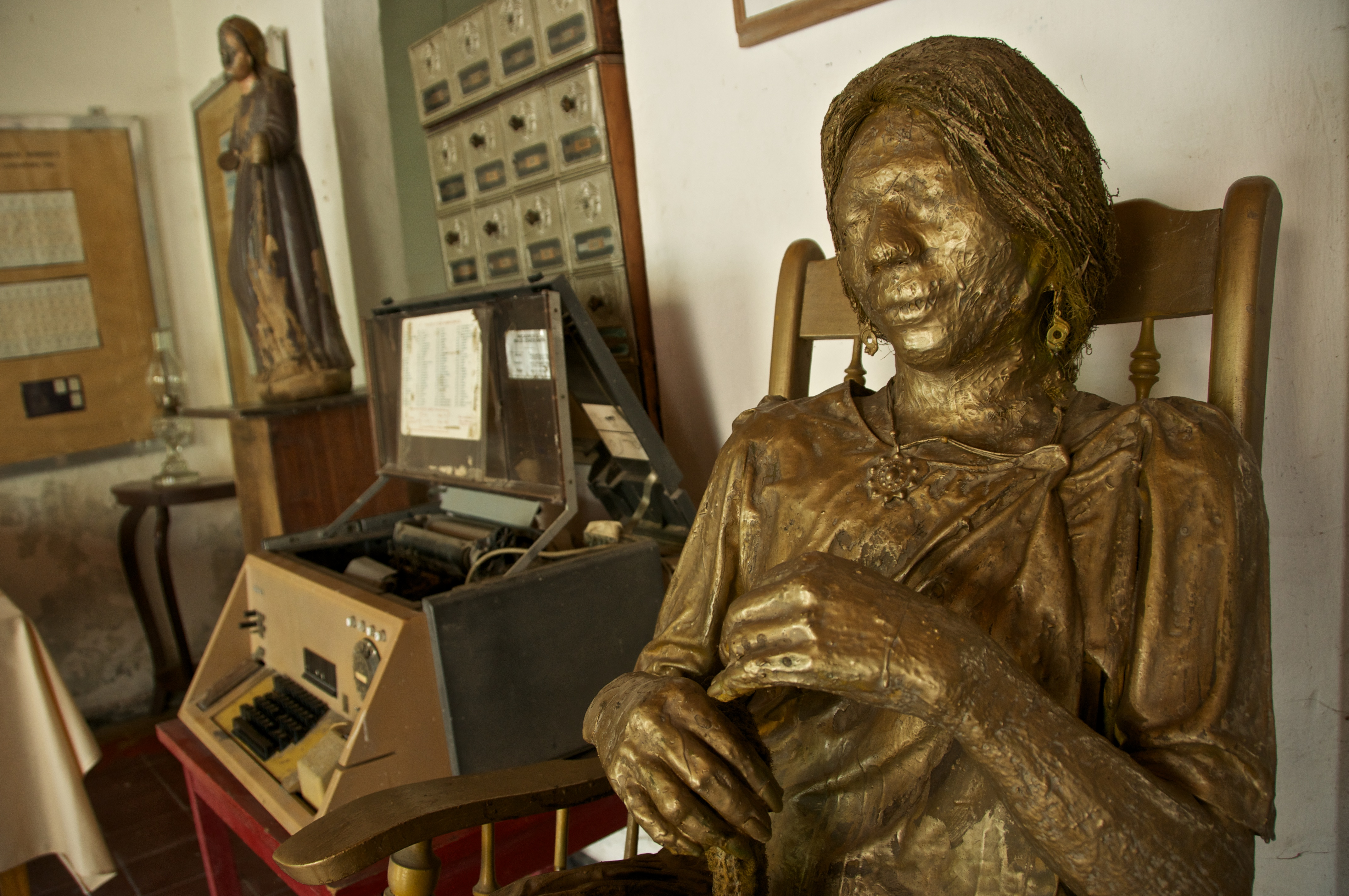
A távírdász háza

Aracataca Gabriel García Márquez révén vált híressé és neki köszönheti idegenforgalmát. A világ minden részéből érkeznek turisták, hogy megtekintsék szülőházát vagy a Száz év magány egyik szereplőjének, a szép Remediosnak állított szobrot, a távírdász házát vagy Melchiades sírját.

## Fordítás
- Ez a szócikk részben vagy egészben  az   Aracataca című spanyol Wikipédia-szócikk ezen változatának fordításán alapul.  Az eredeti cikk szerkesztőit annak laptörténete sorolja fel. Ez a jelzés csupán a megfogalmazás eredetét és a szerzői jogokat jelzi, nem szolgál a cikkben szereplő információk forrásmegjelöléseként.